# Свети Николай (Палюрия)
„Свети Николай“ (на гръцки: Αγίου Νικολάου) е православна църква в гревенското село Палюрия, Егейска Македония, Гърция, част от Гревенската епархия на Вселенската патриаршия.
Храмът е главна църква на Средната махала на селото (Σμηάτζι Μεσοχώρι). Спомената е в хрониката на Завордския манастир от 1692 година. В XVIIΙ век е построен нов голям храм с голяма камбанария. На 10 февруари 1944 година германските окупационни части изгарят църквата. В 1959 година се срива и камбанарията, която е на няколко етажа и е имала надпис „ΔΙΑ ΣΥΝΔΡΟΜΗΣ ΑΓΙΟΥ ΝΙΚΟΛΑΟΥ ΚΑΙ ΤΩΝ ΚΑΤΟΙΚΩΝ ΕΚΤΙΣΘΗ ΕΤΟΣ 1876“. Църквата е възстановена и изписана в 1966 година.